# Igen, Séf
Az Igen, Séf (oroszul: Кухня, angolul: The Kitchen) 2012 és 2016 között futott orosz vígjátéksorozat, amelyet Vitalij Shliappo alkotott és rendezett. Oroszországban 2012. október 22.-én a CTC (STS), míg Magyarországon a TV2 Comedy mutatta be 2020. augusztus 31-én. Az eredeti sorozatról magyar változat is készült A Séf meg a többiek címmel, amelyet az RTL mutatott be.

## Szereplők

### Főszereplők
| Név                                       | Színész                | Magyar hang      |
| ----------------------------------------- | ---------------------- | ---------------- |
| Maxim "Maksz" Leonyidovics Lavrov         | Mark Bogatyirev        | Ágoston Péter    |
| Viktor Petrovics Barinov, a séf           | Dmitrij Nazarov        | Schneider Zoltán |
| Viktorija "Vika" Szergejevna              | Jelena Podkaminszkaja  | Tarr Judit       |
| Jelena Pavlovna Szokolova                 | Marina Mogyilevszkaja  | Solecki Janka    |
| Dmitrij Vlagyimirovics Nagijev            | Dmitrij Nagijev        | Zöld Csaba       |
| Konsztantyin "Kosztya" Anyiszimov         | Viktor Horinyak        | Czető Roland     |
| Násztya                                   | Olga Kuzsmina          | Gáspár Kata      |
| Arzenyij "Szenya" Csuganyin               | Szergej Lavigyin       | Varga Rókus      |
| Fjodor "Fegya" Jurcsenko                  | Mikhail Tarabukin      | Szatory Dávid    |
| Lev "Ljova" Szemjonovics Szolovjov        | Szergej Episev         | Láng Balázs      |
| Ludvik "Lui" Benua                        | Nyikita Taraszov       | Bergendi Áron    |
| Ajnura Kenenszarova                       | Zsanil Aszanbekova     | Réti Szilvia     |
| Alexandra "Szása" Bubnova                 | Jekatyerina Kuznyecova | Vadász Bea       |
| Jekatyerina "Kátya" Viktorovna Szemjonova | Valerija Fjodorovics   | Nagy Katica      |
| Gyenyisz                                  | Mihail Baskatov        | Hajdu Tibor      |
| Angelina                                  | Jelena Csernyavszkaja  | Rádai Boglárka   |

### Mellékszereplők
| Név                                | Színész               | Magyar hang        |
| ---------------------------------- | --------------------- | ------------------ |
| Krisztyina Szemjonovna Nagijeva    | Marija Gorban         | Peller Anna        |
| Rogyion Szergejevics               | Konsztantyin Csipurin | Katona Zoltán      |
| Ilja                               | Andrej Burkovszkij    | Hám Bertalan       |
| Timur                              | Elberd Agajev         | Csuha Lajos        |
| German Mihajlovics                 | Igor Vernik           | Megyeri János      |
| Násztya apja                       |                       | Várkonyi András    |
| Násztya anyja                      |                       | Csonka Anikó       |
| Vera Ivanovna, Ljova anyja         |                       | Menszátor Magdolna |
| Tánya, Viktor Petrovics exfelesége | Julija Taksina        | Erdős Borcsa       |
| Igor                               |                       | Posta Victor       |
| Szoszik, Timur unokaöccse          |                       | Szrna Krisztián    |
| Jeva                               | Irina Temicseva       | Vajai Flóra        |
| Nyikolaj Andrejevics, a konkurens  |                       | Sörös Miklós       |
| Kirill Iljics                      |                       | Botár Endre        |

### Magyar változat
- Felolvasó: Zahorán Adrienne
- Magyar szöveg: Kecskés Enikő, Ottlik Gabriella, Balazsin Balázs, Csala Norbert, Jászberényi Ilona
- Hangmérnök: Hollósi Péter
- Vágó: Wünsch Attila, Győrösi Gabriella, Pilipár Éva, Varga Máté
- Gyártásvezető: Vigvári Ágnes, Postás Tímea, Bohár Imola
- Szinkronrendező: Molnár Kristóf

A szinkron a Direct Dub Studios műtermében készült. 